# 전일본 가장대상
《전일본 가장대상》(일본어: 欽ちゃん&香取慎吾の全日本仮装大賞 킨짱&가토리 신고의 전일본 가장대상[*])은 니혼 TV 계열에서 부정기적으로 방송되는 TV 프로그램이다. 1979년에 시작되었다. 시청자가 생각한 가장(假裝)작품을 겨루는 프로그램이다. 지금까지 99회 방송되고 있다. 사회자는 하기모토 킨이치(킨짱)와 가토리 신고.